# Tori und Uke
Tori [toɺi] (jap. 取り) – im Aikido auch Nage – sowie Uke [ɯkɛ] (jap. 受け) sind Bezeichnungen für Angreifer beziehungsweise Verteidiger beim Partnertraining in japanischen Kampfkünsten (Budō).

## Übersetzung und Herkunft
Als Tori wird der Partner bezeichnet, der die Haupthandlung im entscheidenden Moment durchführt. So sind synonym zu Tori folgende Ausdrücke geläufig: Nage (japanisch 投げ, Werfender) oder auch Shite (japanisch 仕手, Ausführender). Tori (jap. 取り) ist abgeleitet vom Verb toru (japanisch 取る), was so viel bedeutet wie ergreifen, nehmen, aufnehmen, wählen, fassen, packen.
Als Uke wird derjenige bezeichnet, der die Haupthandlung empfängt. Uke (jap. 受け) wird vom Verb ukeru (japanisch 受ける) abgeleitet, und heißt fangen, auffangen, bekommen, erhalten, bewahren, retten, annehmen, erleiden. Auch wird deutlich, dass der Ausdruck für die Fallschule – Ukemi (japanisch 受け身, empfangender Körper) – mit dem Wort Uke verwandt ist.

## Uneinheitliche Verwendung

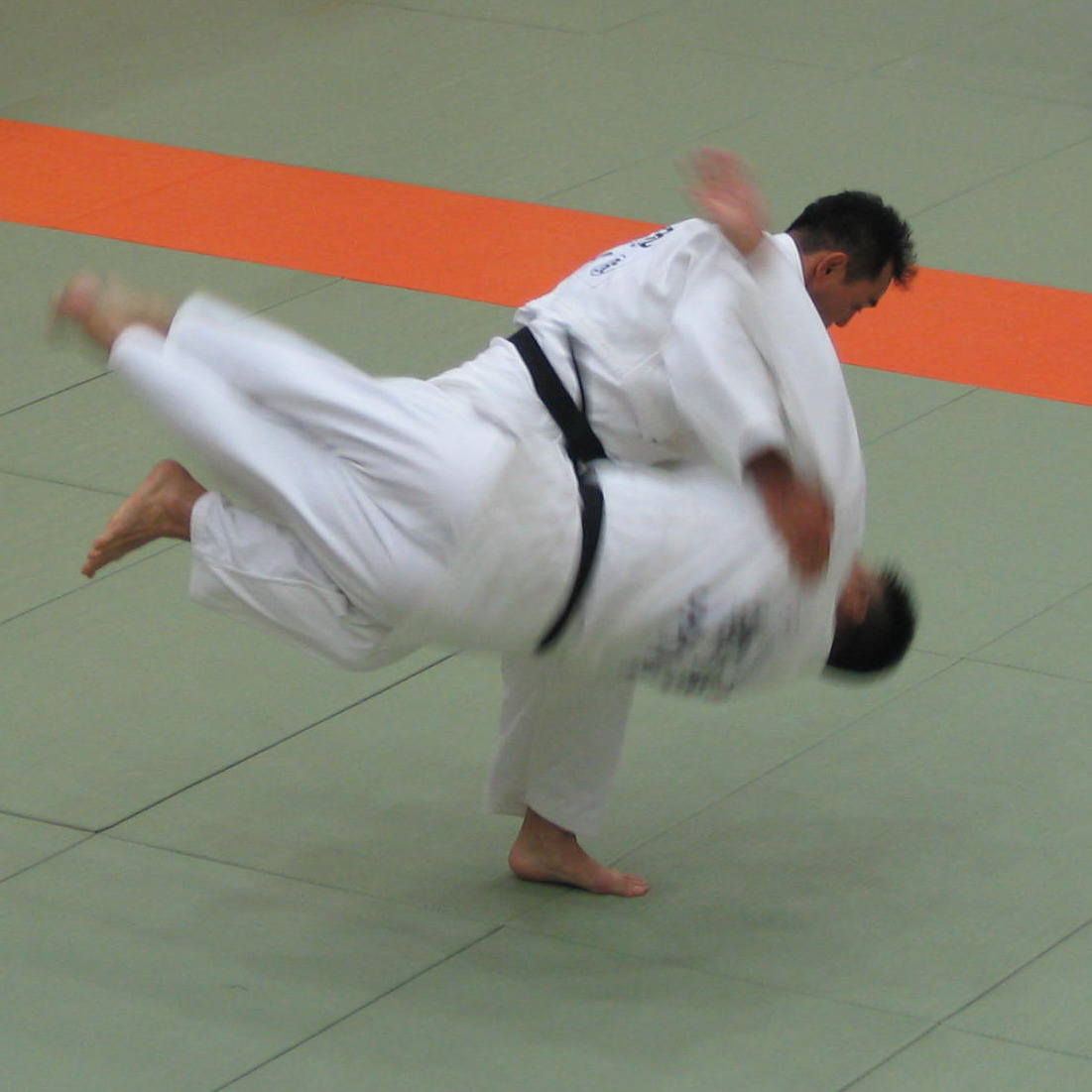
Tori greift mit einem Judowurf an. Uke ist ausgehoben und wird geworfen.
(Offensive Definition)

Die Budōka nehmen beim gemeinsamen Training verschiedene Rollen ein – mal greift der eine an, mal verteidigt derselbige. So variiert die Interpretation der Rolle, ob der Aktive nun Tori oder Uke benannt wird, von Fall zu Fall. Sie können sich, je nach Denkansatz in einer bestimmten Kampfkunst, in der Übersetzung als Angreifer und Verteidiger sogar widersprechen.
In jedem Fall wird ein Betrachtungsschwerpunkt auf einen bestimmten Zeitpunkt oder eine bestimmte Technik in einer Partnerübung gesetzt. Dieser Schwerpunkt ist entscheidend für die Rollenbenennung. Folglich wird der Partner, der im entscheidenden Moment aktiv ist, Tori genannt und sein Gegenpart Uke.

### Offensive Definition
Bei den meisten Kampfkünsten liegt der Betrachtungsschwerpunkt bei einer Partnerübung auf dem Initialangriff, so zum Beispiel der Fall bei Judo und Karate: Hierbei ist Tori meist identisch mit dem Angreifer. Wenn allerdings die Partnerübung einen Konter enthält, kann ein Wechsel der Bezeichnungen – durch Wechsel der Betrachtungsweise – zum Zeitpunkt des Gegenangriffs durchaus vertretbar sein. Allerdings wird zum Erhalt der Eindeutigkeit und zum besseren Verständnis meist darauf verzichtet und die Bezeichnung in einem geschlossenen Block abhängig vom Initialangriff konsequent verwendet.

### Defensive Definition

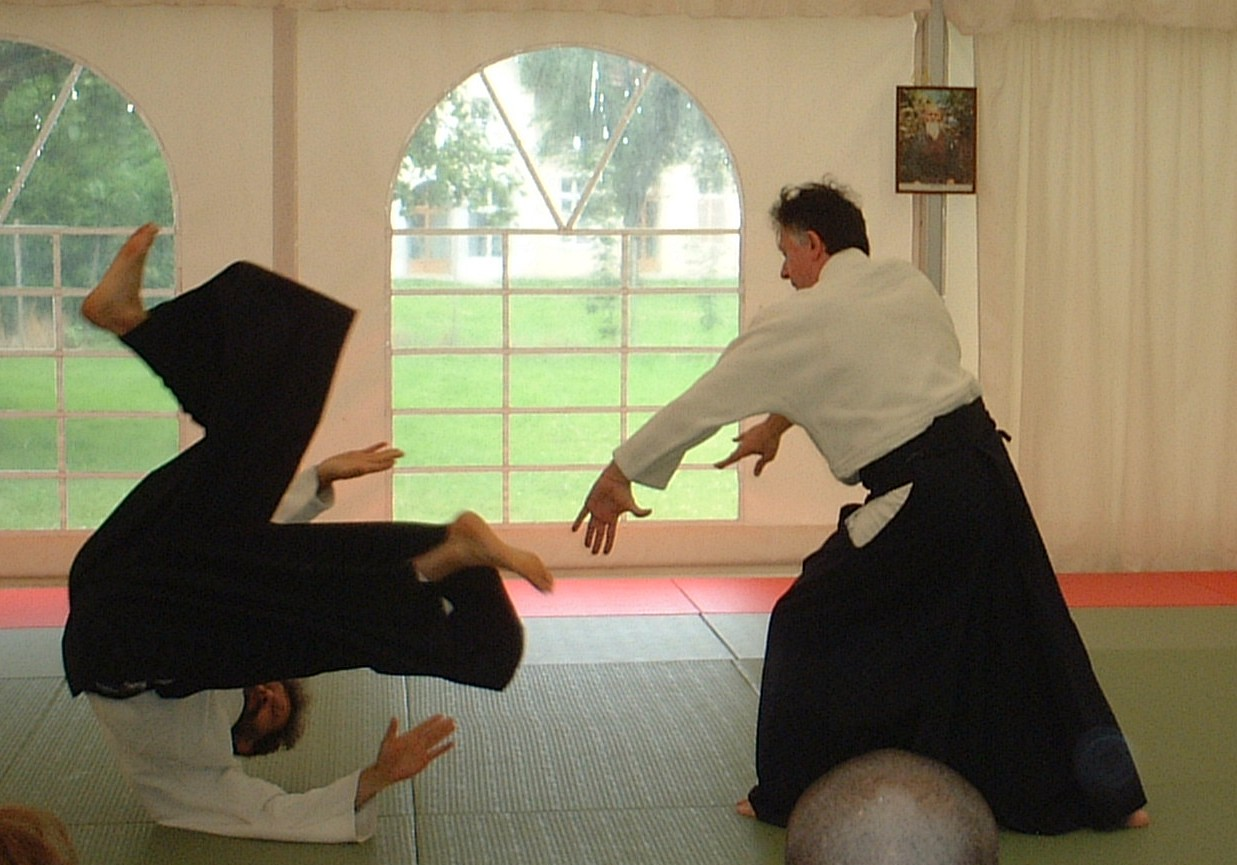
Tori (rechts) wurde angegriffen und verteidigt gegen Uke (links).
(Defensive Definition)

Bei Kampfkünsten, in denen die Verteidigung gegen Angreifer im Vordergrund steht, wie beispielsweise beim Jiu Jitsu, Ju-Jutsu, Aikidō und der Judo-Selbstverteidigung, liegt der Betrachtungsschwerpunkt bei dem Ablenken des Initialangriffs und der darauf folgenden Durchführung einer Verteidigungstechnik. In diesem Fall wird der Verteidiger als Tori (im Aikido gelegentlich auch als Shite oder Nage) bezeichnet, weil er die Haupthandlung im entscheidenden Moment ausführt.
Beispielsweise kann Tori dem Angriff mit einem Wurf als Verteidigungstechnik begegnen, und so empfängt der initiale Angreifer die Abwehrtechnik und wird im entscheidenden Moment zum Uke, dem Geworfenen.

## Ganzheitliches Verständnis und Lehre
Die Tatsache, dass es sich bei den Rollen Tori und Uke im asiatischen Verständnis nicht um unvereinbare Gegensätze oder Gegenspieler im dualistischen Sinne handelt, wird in den philosophischen Lehren, auf denen viele Kampfkünste begründet werden, gerne anhand des folgenden Beispiels illustriert: Aus den beiden Schriftzeichen 受 Uke und 取 Tori, die bei oberflächlicher Betrachtung konträre Bedeutung zu tragen scheinen, setzt sich auch ein japanisches Verb zusammen, welches man mit „bekommen“ übersetzen kann.
Das Verb uketoru (受け取る) wird so in verschiedenen Kampfkünsten gerne als Symbol für diesen nur scheinbaren Widerspruch angeführt und soll das Prinzip Ki musubi (気結び, Vereinigung der Energien, hier von Uke und Tori) repräsentieren, nach dem beispielsweise im Aikidō gelehrt wird. Ein direkter sprachlicher Zusammenhang, abgesehen von den beiden Instanzen gemeinsamen Schriftzeichen und deren wörtlicher Bedeutung, existiert jenseits dieser symbolischen Interpretation jedoch nicht.